# Skowyrowice
Skowyrowice – dawna kolonia w Polsce położona w województwie zachodniopomorskim, w powiecie łobeskim, w gminie Resko.
W latach 1975–1998 miejscowość administracyjnie należała do województwa szczecińskiego.
Uchwałą Nr XIII/62/07 Rady Miejskiej w Resku z dnia 28 września 2007, gmina Resko wystąpiła z wnioskiem do Ministra Spraw Wewnętrznych i Administracji o zniesienie nazwy miejscowości Skowyrowice, co nastąpiło 1 stycznia 2009.